# Palette F1
Pour les articles homonymes, voir Palette.
Une palette F1 est un levier de changement de vitesse semi-automatique situé au niveau du volant. Elle permet de monter ou descendre les vitesses plus facilement qu'avec un levier classique puisqu'il n'y a pas d'embrayage sur une formule 1. Créée au début des années 80 par un français qui concourait en karting, elle apparait au grand public en 1989 au volant de Nigel Mansell alors pilote pour Ferrari.